# لکورنو
شهر لکورنو (به فرانسوی: La Courneuve) در شهرستان سن-سن-دنی در ناحیه ایل-دو-فرانس با جمعیت ۳۷٬۰۳۴ نفر در کشور فرانسه واقع شده‌است